# タイ王国国家情報局
タイ王国国家情報局(タイ語:สำนักข่าวกรองแห่งชาติ　タイ語略:สขช.、英語：National Intelligence Agency 英略称:NIA）は、タイ王国内閣 首相府に所属する情報機関。首相直属の局レベル機関。1954年発足。「国家情報局」とも記述される。

## 概要
国家情報局は、タイにおける情報活動監視に責任を負う。主な業務は国家の発展、国民の保護のために国際、国内情報の監視し、情報収集を行うことである。

## 歴史
国家情報局は、諸外国が情報機関の組織化に本格的に取り組む中、第二次プレーク・ピブーンソンクラーム内閣がタイ王国も一般情報、秘密情報を監視、管理する政府情報機関が必要となることを見越し、1954年1月1日、国家情報収集局（กรมประมวลราชการแผ่นดิน）を首相府政治部門の監督下の庁として設置し、当時、国家警察局長であったパオ･シーヤーノン警察大将を一代目局長に据えた（二期就任）。
1959年12月2日、サリット・タナラット内閣が情報検閲収集局（กรมประมวลข่าวกลาง）に改称。さらに、1985年8月30日、プレーム・ティンスーラーノン内閣が、現在の名称国家情報局（สำนักข่าวกรองแห่งชาติ）に改称し、首相直属の国家機関に昇格させた。

## 所在地
バンコク ドゥシット区 チットラダー地区 ラーチャダムヌーンノーク通り 321 （เลขที่ 321 ถนนราชดำเนินนอก แขวงจิตรลดา เขตดุสิต กรุงเทพฯ 10300）

## 内部部局
国家情報局の内部組織は以下の通りである。
- 理事会（สำนักอำนวยการ）
- 第1局（สำนัก 1）‐治安情報監視（中部中央、東部）
- 第2局（สำนัก 2）‐治安情報監視（北部）
- 第3局（สำนัก 3）‐治安情報監視（東北部）
- 第4局（สำนัก 4）‐治安情報監視（中部:中部中央以外、西部、南部:ソンクラー県、パッタニー県、ヤラー県、ナラーティワート県、サトゥーン県を除く。）
- 第5局（สำนัก 5）‐治安情報監視（ソンクラー県 パッタニー県 ヤラー県 ナラーティワート県 サトゥーン県）
- 第6局（สำนัก 6）‐国際犯罪、テロリストグループ)
- 第7局（สำนัก 7）‐グローバル問題、国際機関、地域協力機関、民間国際開発機関、外国国際開発機関、列強諸国
- 第8局（สำนัก 8）‐東南アジア、アジア太平洋、中央アジア、南アジア、ヨーロッパ大陸諸国、中東、アフリカ
- 第9局（สำนัก 9）‐国家間問題
- 第10局（สำนัก 10）‐防災、個人情報保護
- 第11局（สำนัก 11）‐検閲、技術検閲
- 第1部（กอง 1）‐特別協力、報道、情報提供、地域内国際空港関連
- 第2部（กอง 2）‐捜査尋問、検閲関連
- 情報検閲院（สถาบันข่าวกรอง）
- 情報通信技術センター（ศูนย์เทคโนโลยีสารสนเทศและการสื่อสาร）
- 行政システム開発室（กลุ่มพัฒนาระบบบริหาร）
- 内部監査室（กลุ่มตรวจสอบภายใน）
- 情報検閲戦略室（กลุ่มยุทธศาสตร์ข่าวกรอง）
- 法務室（กลุ่มนิติการ）